# Bankhaus Marcuard & Cie

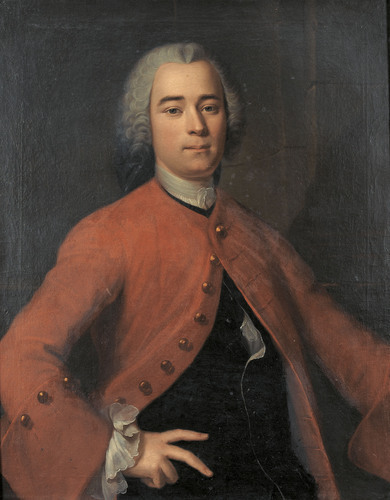
Johann Rudolf Marcuard (1721–1795), Begründer des Bankhauses Marcuard, Porträt von Jakob Emanuel Handmann (1747)

Die Privatbank Marcuard & Cie war ein bis 1919 bestehendes Bankhaus in Bern.

## Geschichte
Wie viele Privatbanken der Vormoderne hat auch die Privatbank Marcuard ihren Ursprung in der Handelstätigkeit. Der im Indiennehandel (Verkauf von bedruckter Indienne und Import von arabischem Gummi und Indigo) tätige Johann Rudolf Marcuard (1721–1795) spezialisierte den damit zusammenhängenden internationalen Zahlungsverkehr immer mehr zum eigentlichen Wertschriftenhandel. 1746 eröffnete er mit einem Partner die Privatbank 'Marcuard & Morel', die ab 1755 'Jean Rodolphe Marcuard & Cie' hiess. Unter der Leitung von Samuel Friedrich Marcuard (1755–1820) und Johann Konrad Beuther entwickelte sich die Bank, die von 1775 bis 1825 unter 'Marcuard, Beuther & Cie' bekannt war, zu einem der bedeutendsten Bankhäuser im 18. Jahrhundert mit Korrespondenten in europäischen Metropolen wie Wien. Die Bank befand sich bis 1821 an der Amtshausgasse 14. Dann siedelte sie – ab 1826 'Marcuard & Cie' genannt – in die Marktgasse 1 über, bevor sie sich ab der Mitte des 19. Jh. an der Marktgasse 51 befand. Von der Jahrhundertwende an bis 1919, als sie von der Schweizerischen Kreditanstalt mitsamt Personal und Portfolio übernommen wurde, hatte sie ihren Sitz an der Christoffelgasse 4.